# Donec
Siverski Donec (ukrajinsko Сіверський Донець, rusko Северский Донец, Severskij Donec), običajno Donec, je reka v Vzhodnoevropskem nižavju. Izvira v Srednjeruskem višavju severno od Belgoroda, teče proti jugovzhodu skozi Ukrajino (Harkovska, Donecka in Luganska oblast) in nazaj v Rusijo (Rostovska oblast), kjer se približno sto kilometrov od Azovskega morja izliva v Don. Donec je četrta najdaljša reka v Ukrajini in največja v vzhodni Ukrajini. V vzhodnem Donbasu je pomemben vir pitne vode. Po Donecu se imenuje Doneški bazen (Donbas), pomembna premogovniška regija v Ukrajini.

## Ime
Ime Don in njegova pomanjševalnica Donec izhajata iz iransko-skitske besede dānu – reka. Skito-Sarmati so se na ozemlje severno od Črnega morja priselili okrog leta 1100 pr. n. št.  in tam živeli do zgodnjega srednjega veka.
V 2. stoletju n. št. je Ptolemaj reko Don, v katero se izliva Donec, poznal kot Tanait. Don in Donec so poznali tudi v Zahodni Evropi. Donec so imenovali Mali Tanais ali Donec. Italijansko-poljski letopisec Aleksander Guagnini (1538-1614) je zapisal: »Obstaja še drug, mali Tanais, ki izvira v Severski kneževini in se nad Azovom izliva v veliki Tanais.«
Slovansko ime Severski Donec izhaja iz dejstva, da izvira na ozemlju Severanov.

## Zgodovina
Donec je kot vir pitne vode in hrane in pomembna transportna in trgovska pot igral ključno vlogo v življenju prvih naseljencev. Prvi arheološki dokazi o naselitvi – kamnito orodje (sekire), ki so jih odkrili na bregovih reke pri Izjumu v Harkovski oblasti in v Luganski oblasti, so iz spodnjega paleolitika. Kasneje so se na bregovih reke naselila različna plemena in kulture: musterska, jamska, katakombska, skitska, alanska, hazarska in nazadnje slovanska.  Veliko plemen, med njimi Kipčaki, Mongoli iz Zlate horde in kasneje Kozaki, je bilo nomadskih. Reka je tekla skozi zgodovinsko ozemlje  Svobodne Ukrajine in ozemlje Donskih Kozakov. Mnogo Kozakov se je kasneje asimiliralo v Carsko Rusijo, ki je obnovila in utrdila  trdnjavo v Belgorodu, in mesta Kijev, Izjum, Lugansk, Čugujiv in druga, s katerimi je utrdila svojo južno mejo pred vpadi nomadov z jugovzhoda. Obramba porečja Doneca je kasneje dobila gospodarski pomen. V 18. in 19. stoletju  se je ob reki zgradilo nekaj sto mlinov, katerih jezovi so ovirali plovbo po reki.
V 19. stoletju se je v Donbasu, zlasti v Kijevu, Lugansku in Donecku, začela razvijati industrija, ki je bila ogromen porabnik vode. Do pomanjkanja vode je prišlo že v 1930. letih, kar je sprožilo gradnjo kanalov in akumulacijskih jezer. Leta 1936 je bilo zgrajeno akumulacijsko jezero Kočetok, s katerim se je podvojil dotok vode v Harkov. V 1950. letih je postal Kočetok nezadosten, zato so v 1960. letih na njegovem mestu zgradili akumulacijsko jezero Pečenga s kapaciteto 400 milijonov m³ vode. Približno tri četrtine vode porabi Harkov.
Za oskrbo južnega Donbasa in Donecka je bil okrog leta 1958 grajen 130 km dolg kanal Donec-Donbas, ki se začenja pri Rajgorodsku. Na severu se je zgradil kanal, ki z vodo iz Dnepra preko reke Bereke napaja gornji tok Doneca. Porečje Doneca se je zaradi industrializacije spremenilo v industrijsko naselje.
Med vojno v Donbasu je Donec predstavljal severno mejo ozemlja samooklicane Luganske ljudske republike, ki ni bila pod nadzorom Ukrajine.

## Plovnost
Donec je ploven od izliva v Don do ruskega mesta Doneck v Rostovski oblasti v dolžini 222 km. Plovbo v gornjem delu poti omogoča šest jezov, zgrajenih v letih 1911-1916. Na vsakem jezu je 100–150 m dolg, 17 m širok in 2,5 m dolg prekat za dvigovanje in spuščanje plovil. Poskuse v 19. stoletju na začetku 20. stoletja, da bi izboljšali sistem jezov,  ki ga je zagovarjal tudi Dimitrij Mendelejev, je prekinila prva svetovna vojna, oktobrska revolucija in pomanjkanje sredstev. Zaradi zastarelosti sistema je promet upočasnjen in trenutno precej omejen.

## Okolje
Donec se kot ena od največjih rek v Ukrajini zelo intenzivno izkorišča v kmetijstvu in industriji. Ukrajina iz njega odvzame več kot 2 km³ vode letno. Približno polovica vode se vanj vrne kot odplaka. Pretok reke se zato zmanjša za 32 m³/s.
Okolica reke je trpela že v 18. stoletju, ko so na njenih bregovih posekali stara hrastova drevesa. Industrijski razvoj v 19. stoletju je znatno znižal raven podtalnice v celem  porečju. Reka je zato postala bolj plitva in plovba počasnejša. Do sredine 19. stoletja je bilo v reki veliko rib, potem pa je začelo  njihovo število hitro upadati.
Kakovost vode ima oceno IV (onesnažena) do V (umazana). Glavna onesnažila so umetna gnojila, naftni derivati, fenoli, cink, krom in baker. V Harkovski oblasti reko onesnažujejo industrijske in komunalne odplake Belgoroda, Izjuma in Šebekina, potem pa se voda v Pečeneškem akumulacijskem jezeru nekoliko očisti. Število industrijskih obratov po toku navzdol narašča, predvsem okrog Lisičanska in Severodonecka približno 400 km od izliva. Nekateri pritoki, zlasti Kozanji but, Bahmut in Lugan, so tako onesnaženi, da je ribolov v njih nevaren. Najčistejša odseka Doneca sta med njegovim izvirom in Belgorodom ter Pečeneškim akumulacijskim jezerom in Čugujivom. Povprečna slanost vode je 650–750 mg/L in pozimi naraste na 1000 mg/L, večinoma zaradi industrijskih odplak.

## Favna in flora

### Ribe
V Donecu živi 44 vrst rib. Prevladujejo majhne ribe kot so  evropski ostriž, rdečeoka  in rdečeperka. Od srednjih in velikih rib so zastopani ploščič, ostriž, som in ščuka. Slednje postajajo vedno bolj redke. Pri Pečeneškem akumulacijskem jezeru že od leta uspešno deluje velika ribogojnica krapov.

### Dvoživke in plazilci
Na bregovih reke in zatokih je obilje žab, krastač ter malih in velikih pupkov. Plazilci, med njimi belouška, kobranka in močvirska sklednica, so manj pogosti.

### Sesalci
Človeške dejavnosti in večinoma obdelane stepe so povzročile izginotje živali, ki so bile v bazenu sicer zelo pogoste. Mednje so spadali evrazijski divji konj tarpan, stepska antilopa, sajga, svizec in druge. Še v 1960. in 1970. letih ni bilo nič nenavadnega, zlasti ob reki Oskol,  srečati stepskega svizca, evrazijskega jelena, divjo svinjo in volško pižmovko. V bazenu še vedno živijo evropski bobri,  stepski skakači, tekunice, miši, vidre, kune,  velike podlasice in netopirji.
|                   |        |       |                  |
| Moškatna pižmovka | Svizec | Vidra | Velika podlasica |

### Ptice
Število ptičjih vrst se je z zadnjih 100-150 letih močno zmanjšalo. Med izginule vrsta spadajo stepski orel, hudournik, priba, droplja ter črnokrili in belokrili škrjanec. Med manj pogoste ptiče spadajo gos, labod, planinski orel, belorepec, sokol selec, sršenar in ribji orel. Zmanjšanje števila ptičev je posledica predvsem krčenje gozdov, zlasti starih dreves na bregovih reke. Z nasajanjem pasov dreves (vetrobranov) v 1960. letih se je povečalo število žužkojedih ptičev, na primer grlic, srak in srakoperjev. Od tradicionalnih ptičev v porečju še vedno živijo race, vrani, pobrežniki, ponirki in trstnice. Štorklje in čaplje so mnogo redkejše. V okolici Svjatogorska živi samo še dvanajst deviških žerjavov. V selitvenem obdobju se v porečju ustavljajo sive in črne gosi.
|                |                 |          |           |
| Stepski žerjav | Velika trstnica | Škrjanec | Belorepec |

### Flora
Na bregovih Donca so bili logi, ki so jih v 18.-19. stoletju posekali. Nekaj lesa so v rusko-turških vojnah med vladavino Petra Velikega uporabili za gradnjo ladij.  V 20. stoletju so večino travnikov ob reki pretvorili v njive. Ohranilo se je le nekaj starih nasadov, predvsem v Harkovski oblasti. Severno od Izjuma še vedno rastejo listnati gozdovi, v okolici Čugujeva pa borovi gozdovi. Na poplavnih mokriščih je preživelo mnogo vrst divjih rastlin, med njimi vrba, puhasta breza, jelša in navadna krhlika. Vzdolž rečnih bregov rastejo trstika, močvirska preslica, šaš, trsje in druge vrste trav.

## Turizem
Donec velja za eno od najbolj slikovitih rek Vzhodnoevropski nižini. Ob njem so številne pohodniške in kolesarske poti.  Priljubljeno je čolnarjenje in splavarjenje, še posebej med Zmijevim in Svjatogorskom. Najbolj priljubljeni meseci so od maja do septembra.  Najbolj slikovit del reke je v okolici Izjuma, kjer je narodni park Svete gore. Do Lisičanska je voda primerna tudi za kopanje. V bližini akumulacijskega jezera Pečenga je več zdravilišč.

## Galerija
|                      |        |         |      |
| Spomladanska poplava | Pomlad | Poletje | Zima |